# الطاقة الشمسية في التشيك

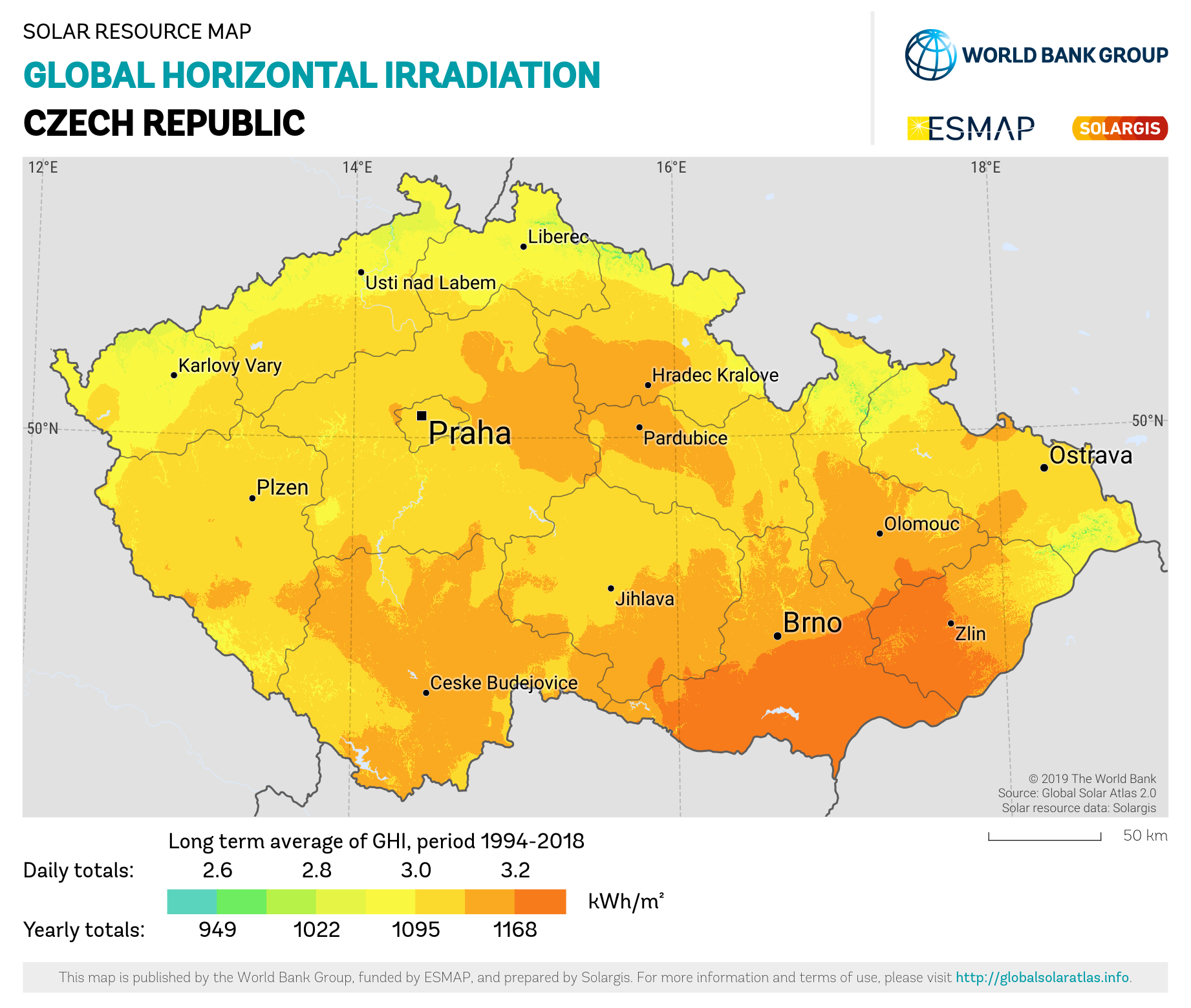
الإشعاع الشمسي في جمهورية التشيك

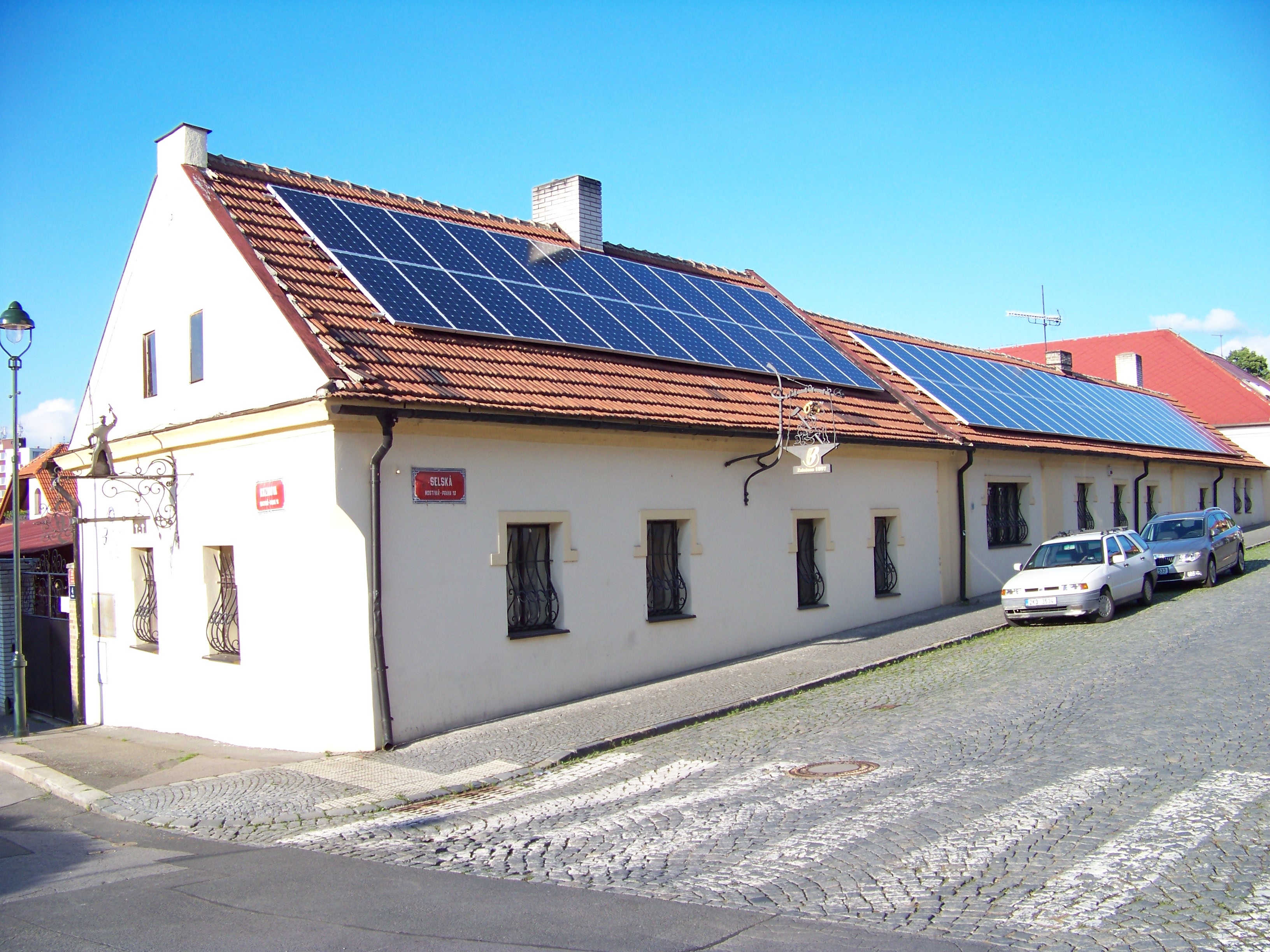
الخلايا الشمسيةفي براغ

شارفت الطاقة الشمسية في التشيك في أواخر عام 2010 على تخطى حاجز 2 جيجاوات. وبلغ التثبيت أقل من 10 ميجاوات في عام 2011 نتيجة خفض تسعيرة الوحدة 25٪، بعد تثبيت 1500 ميجاوات في العام السابق. زادت المنشآت إلى 109 ميجاوات في عام 2012. ولم يتم الإعلان عن زيادات جديدة في عام 2014.

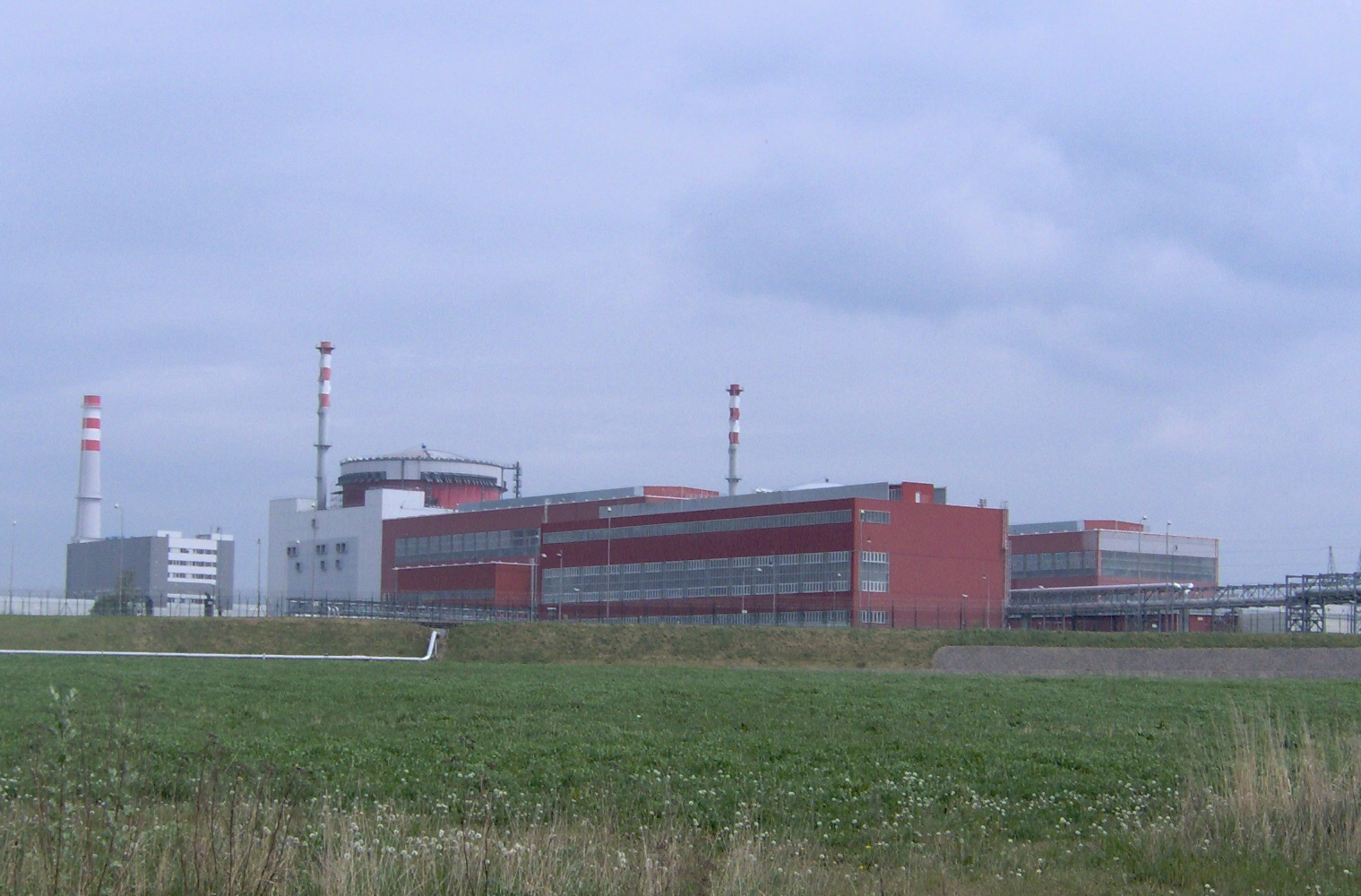
محطة تيملين للطاقة النووية

في عام 2003، تم تأسيس مركز معلومات وتدريب للطاقة الشمسية بين التشيك والنمسا في قرية Věžovatá Pláně في إقليم جنوب بوهيميا. في نفس العام أعلن جوزيف ماخ أنه سيتم إغلاق محطتين تيملين للطاقة النووية.

## الإحصائيات
| عام                                        | الزيادة | السعة الكلية بالميجاوات (MWp) | التوليد بالجيجاوات ساعة (GWh) |
| ------------------------------------------ | ------- | ----------------------------- | ----------------------------- |
| 2006                                       | 0.313   | 0.843                         |                               |
| 2007                                       | 3.118   | 3.961                         |                               |
| 2008                                       | 51      | 54.674                        |                               |
| 2009                                       | 411.2   | 465.9                         | 88.8                          |
| 2010                                       | 1,495.8 | 1,959.1                       | 615.7                         |
| 2011                                       | 0       | 1,913.4                       | 2,182.0                       |
| 2012                                       | 109.0   | 2,022.4                       | 2,149.0                       |
| 2013                                       | 110.4   | 2,132.4                       | 2,070.0                       |
| 2014                                       | 0       | 2,061.0                       | 2,121.7                       |
| المصدر: التقرير الأخير لمشر الطاقة الشمسية |         |                               |                               |

## محطات الطاقة الشمسية
| محطات الطاقة الشمسية                            | المنطقة              | الإحداثيات                          | السعة الكلية بالميجاوات (MWp) | الإنتاج (السنوي بالجيجاوات ساعة GW•h) | ملاحظات                                     |
| ----------------------------------------------- | -------------------- | ----------------------------------- | ----------------------------- | ------------------------------------- | ------------------------------------------- |
| محطة رالسكو للطاقة الشمسية(Ralsko Solar Park)   | إقليم ليبيريتس       | 50°37′N 14°48′E / 50.617°N 14.800°E | 38.3                          |                                       | انتهى التشييد في ديسمبر 2010.               |
| محطة فيبريك للطاقة الشمسية (Vepřek Solar Park)  | إقليم بوهيميا الوسطى | 50°18′N 14°19′E / 50.300°N 14.317°E | 35٫1                          |                                       | 186,960 نموذج، انتهى التشييد في ديسمبر 2010 |
| محطة سيفتين للطاقة الشمسية (Ševětín Solar Park) | إقليم جنوب بوهيميا   | 49°11′N 14°36′E / 49.183°N 14.600°E | 29.902                        |                                       | انتهى التشييد في ديسمبر 2010.               |
| محطة بيزرفيس للطاقة الشمسية(Bežerovice)         | إقليم جنوب بوهيميا   |                                     | 3.013                         |                                       |                                             |
| محطة Buštěhrad للطاقة الشمسية                   | إقليم بوهيميا الوسطى |                                     | 2.396                         |                                       |                                             |
| محطة Čekanice للطاقة الشمسية                    | إقليم جنوب بوهيميا   |                                     | 4.48                          |                                       |                                             |
| محطة Dukovany للطاقة الشمسية                    | إقليم فيسوتشنا       |                                     | 0.01                          |                                       |                                             |
| محطة Hrušovany للطاقة الشمسية                   | إقليم جنوب مورافيا   |                                     | 3.73                          | 3.7                                   |                                             |
| محطة Chýnov للطاقة الشمسية                      | إقليم جنوب بوهيميا   |                                     | 2.009                         |                                       |                                             |
| محطة Mimoň للطاقة الشمسية                       | إقليم أوستي ناد لابم |                                     | 17.494                        |                                       |                                             |
| محطة Pánov للطاقة الشمسية                       | إقليم جنوب مورافيا   |                                     | 2.134                         |                                       |                                             |
| محطة Přelouč للطاقة الشمسية                     | إقليم باردوبيتسه     |                                     | 0.0208                        |                                       |                                             |
| محطةVranovská Ves للطاقة الشمسية                | إقليم جنوب مورافيا   |                                     | 16.033                        |                                       |                                             |
| محطة Žabčice للطاقة الشمسية                     | إقليم جنوب مورافيا   |                                     | 5.6                           |                                       |                                             |

## وصلات خارجية
- 360 Panorama of Temelin Nuclear Power Plant